# Австрія за часів націонал-соціалізму
Австрія у добу націонал-соціалізму (нім. Österreich in der Zeit des Nationalsozialismus) — термін на позначення частини австрійської історії з моменту анексії країни нацистською Німеччиною 13 березня 1938 року і до кінця Другої світової війни у травні 1945 року.
Австрійці здебільшого були натхненними прихильниками союзу з Німеччиною. Протягом Другої світової війни 950 000 австрійців воювали у збройних силах нацистської Німеччини. Інші австрійці були залучені до нацистського державного управління — від персоналу таборів смерті до найвищого нацистського керівництва: більшість бюрократів, які реалізовували остаточне розв'язання єврейського питання, були австрійцями.
Після аншлюсу по всій Австрії набули чинності німецькі правила дорожнього руху, тим самим із 19 вересня 1938 року австрійці загалом почали їздити правим боком. До цього країна була поділена на ліво- і правосторонні зони.
Після Другої світової війни чимало австрійців тішили себе уявленням Австрії як першої жертви нацистів. Хоча нацистську партію і в Австрії було відразу заборонено, в країні не було такого ж ретельного процесу денацифікації, який було нав'язано Німеччині. Не маючи зовнішнього тиску на політичні реформи, прошарки австрійського суспільства довгий час намагалися висунути думку, що аншлюс був лише нав'язуванням правління нацистською Німеччиною.

## Передісторія
Періоду тимчасової втрати австрійської державності та захопленню влади націонал-соціалістами передувала доба Першої Республіки, позначеної політичною і суспільною напруженістю (австро-фашистська станова держава, громадянська війна в Австрії, спроба нацистського перевороту тощо), а також економічними кризами. Перша Республіка виникла 1918 року під назвою Німецька Австрія наприкінці Першої світової війни під час розпаду дуалістичної монархії Австро-Угорщини та прагнула приєднатися до демократичної Німеччини, доки держави-переможниці не наклали на це заборону в 1919 році.

## Вторгнення

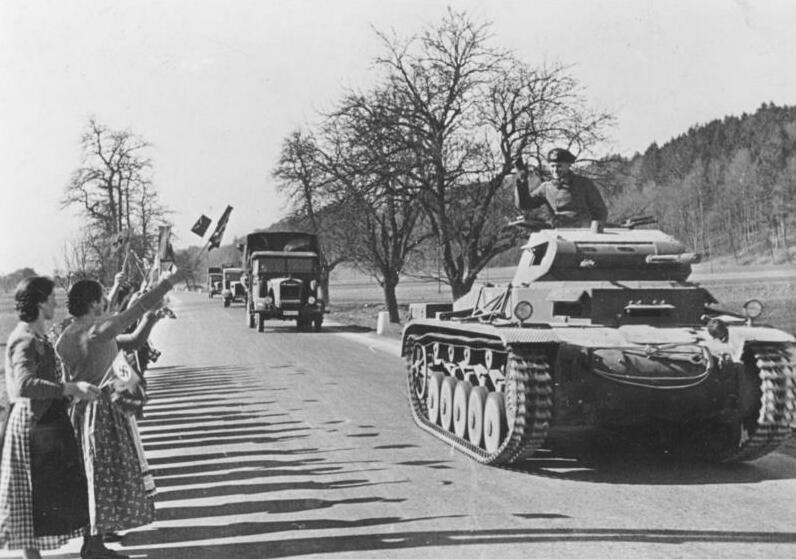
Мирні жителі вітають вторгнення вермахту (13 березня 1938 р.)

Вранці 12 березня німецькі війська та поліціянти загальною чисельністю близько 65 000 осіб, частина з яких була важко озброєна, перетнули австрійські кордони (план «Отто»). Місцеве населення їх часто вітало оплесками. У Відні райхсфюрер СС Генріх Гіммлер у супроводі співробітників СС і поліції прибув в аеропорт Асперн, щоб перебрати на себе керівництво австрійською поліцією. Австрійські прихильники НСДАП та члени СС і СА займали, де цього ще не сталося, державні будівлі та посади.
Увечері 12 березня Гітлер і Зейсс-Інкварт зустрілися в Лінці. Окрилений радісними емоціями багатьох австрійців Гітлер вирішив провести «воз'зєднання» без наперед запланованих строків перехідного періоду. З балкона міської ратуші Лінца він оголосив про створення «Великонімецької імперії». Наступного дня, 13 березня 1938 року, уряд Зейсса-Інкварта на своєму другому засіданні ухвалив «Закон про возз'єднання Австрії з Німецьким Райхом». Коли Зейсс-Інкварт подав «Закон про аншлюс» на підпис Мікласу, який займав посаду в тій самій будівлі, сьогоднішній федеральній канцелярії, Міклас подав у відставку та передав закон на підпис Зейссу-Інкварту як тимчасовому главі держави. З 15 березня 1938 р. по 30 квітня 1939 р. Зейсс-Інкварт, ставши згодом рейхсштатгальтером, у званні обергрупенфюрера СС керував австрійським урядом. Його завданням було розпустити органи австрійської федеральної влади та інтегрувати державне управління країни в управлінську структуру Німецької імперії. 

## Адміністративний устрій
На початку Гітлер звелів замінити нелюбу йому назву «Австрія» на «Остмарка», що було поширеним із ХІХ століття перекладом латинської назви «marcha orientalis» на позначення середньовічної області, яка лягла в основу пізнішої Австрії. З 1942 року з міркувань необхідності дати всім територіям колишньої Австрії спільну назву Остмарку було перейменовано на Дунайські та альпійські райхсгау (нім. Donau- und Alpenreichsgaue). Тим самим намагалися затерти будь-яку вказівку на історичну самостійність країни, на яку все ще вказувало позначення «Остмарка», і, таким чином, із липня 1942 року будь-яке відхилення від нової назви загрожувало суворим покаранням (аж до запроторення у концтабір). 
Йозеф Бюркель, вступаючи на посаду «райхскомісара возз'єднаної з Німецьким Райхом Австрії», планував поділити територію країни на чотири області замість дев'ятьох федеральних земель. Задум провалився не в останню чергу через заперечення регіональних нацистських функціонерів, які побоювалися, що такий крок наштовхнеться на нерозуміння прив'язаного до традицій населення і зашкодить авторитету режиму. 

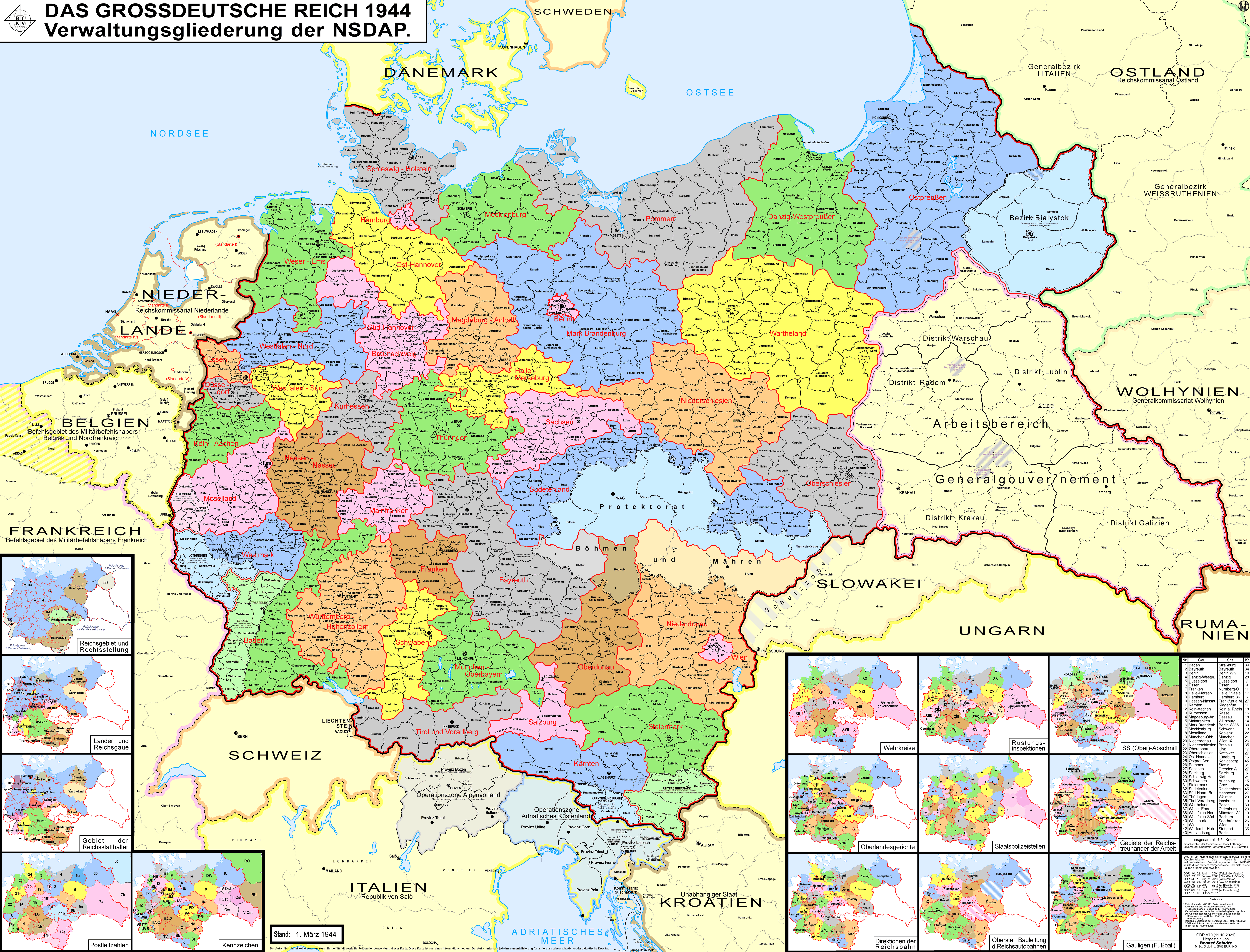
Гау нацистської партії поряд із райхсгау

Австрійську територію, яка складалася з федеральних земель, Законом про Остмарку 1939 року було розділено на райхсгау, які відповідали поділу на партійні гау від 31 травня 1938 року: Каринтія, Нижній Дунай (раніше Нижня Австрія), Верхній Дунай (перед тим Верхня Австрія), Зальцбург, Штирія і Відень. Форарльберг було об'єднано з Тіролем у гау Тіроль-Форарльберг, хоча нацистські функціонери Форарльберга віддавали перевагу об'єднанню зі Швабією. Північний Бургенланд було включено до райхсгау Нижній Дунай. Тіролю довелося поступитися на користь Каринтії округом Лієнц (Східний Тіроль). Це також було сигналом Муссоліні, що Гітлер не висуватиме жодних претензій на Південний Тіроль. Також було перепідпорядковано деякі інші території. Так, штирійська частина Зальцкаммергута (Аусзерланд) «возз'єдналася» з верхньоавстрійською та була долучена до гау Верхній Дунай, Кляйнвальзерталь було передано Швабії, а громада Юнггольц ввійшла до Верхньої Баварії. 
З підписанням Мюнхенської угоди 30 вересня 1938 р. населені німцями землі, які з 1918 р. належали Чехословаччині, було приєднано до Третього Райху. Спочатку вони у вигляді «делегованого управління» підпорядковувалися власному гауляйтеру. «Законом про устрій судетських німецьких територій» від 25 березня 1939 р. Південна Моравія (Знайм і Нікольсбург) увійшла до складу гау Нижній Дунай, а місцевість навколо Крумау перейшла до гау Верхній Дунай.
У ході Балканської війни та окупації Югославії 1941 року до складу Райху як тимчасові адміністративні області були включені частини Словенії. Як області, підпорядковані головам цивільної адміністрації, окуповані Каринтія і Крайна були приєднані до гау Каринтія, а Нижня Штирія — до гау Штирія.

## Подальші події
Після семирічного правління нацистів в Австрії настав десятирічний період окупаційних адміністрацій і лише 1955 року було відновлено її державний суверенітет шляхом підписання Австрійської державної угоди та виведено союзницькі окупаційні війська. В ті десять років під тиском чотирьох окупаційних держав (США, СРСР, Великобританії та Франції) було врегулювано питання денацифікації Законом про заборону НСДАП 1947 року, а австрійські воєнні злочинці, причетні до голокосту, геноциду циган, злочинів вермахту і т. ін., були засуджені народними судами в Австрії та на Нюрнберзькому процесі. Проте невдовзі розслідування і судові переслідування за нацистські злочини та реституція награбованого відійшли на другий план. Міжнародний інтерес, який виник зі справою Вальдгайма у 1986 році, та зміна поколінь привели до того, що наукова, суспільна, політична і юридична переоцінка нацистської диктатури в країні триває донині.